# Lex Spoletina

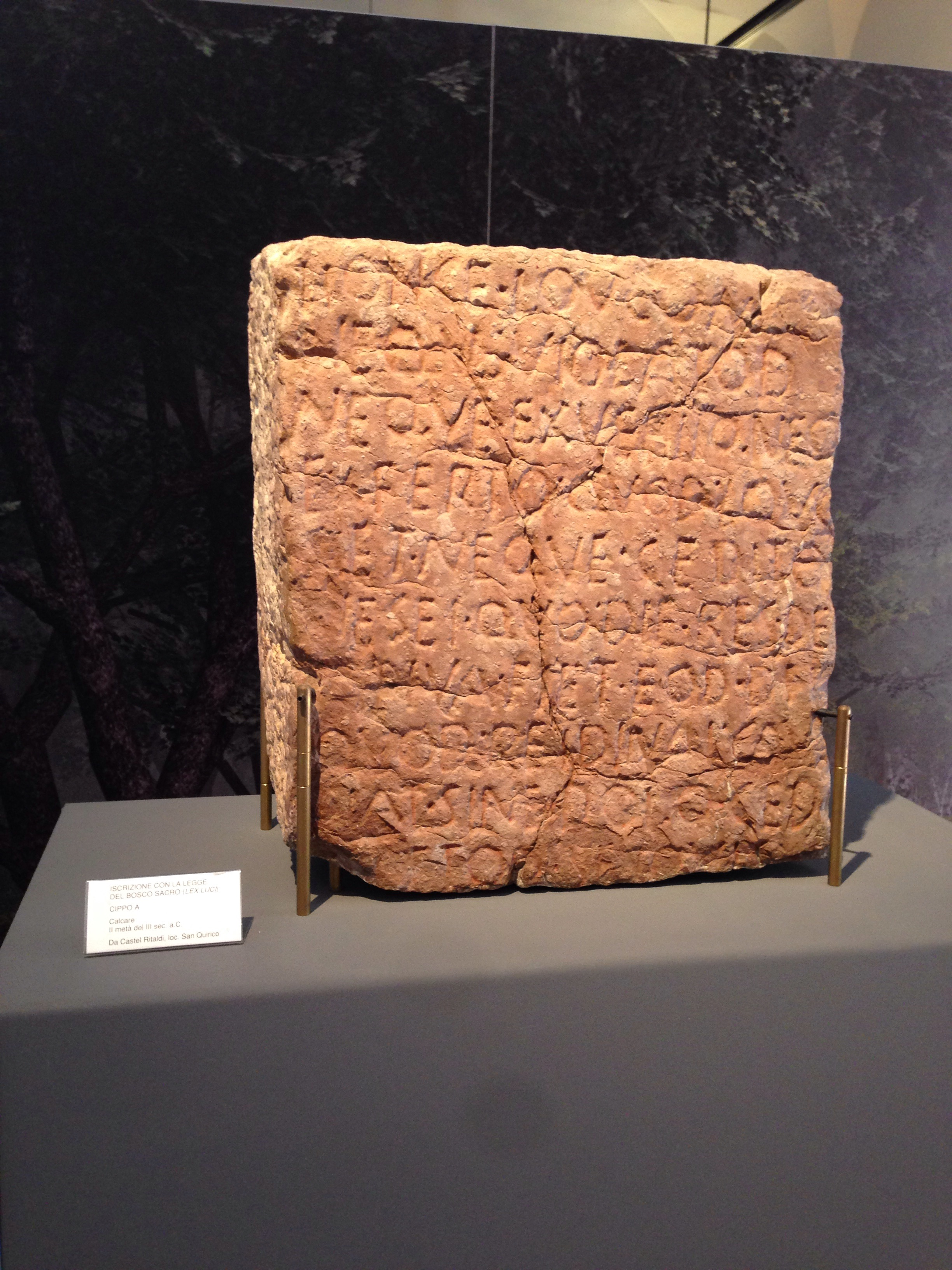
Lex Spoletina, pièce archéologique retrouvée à San Quirico

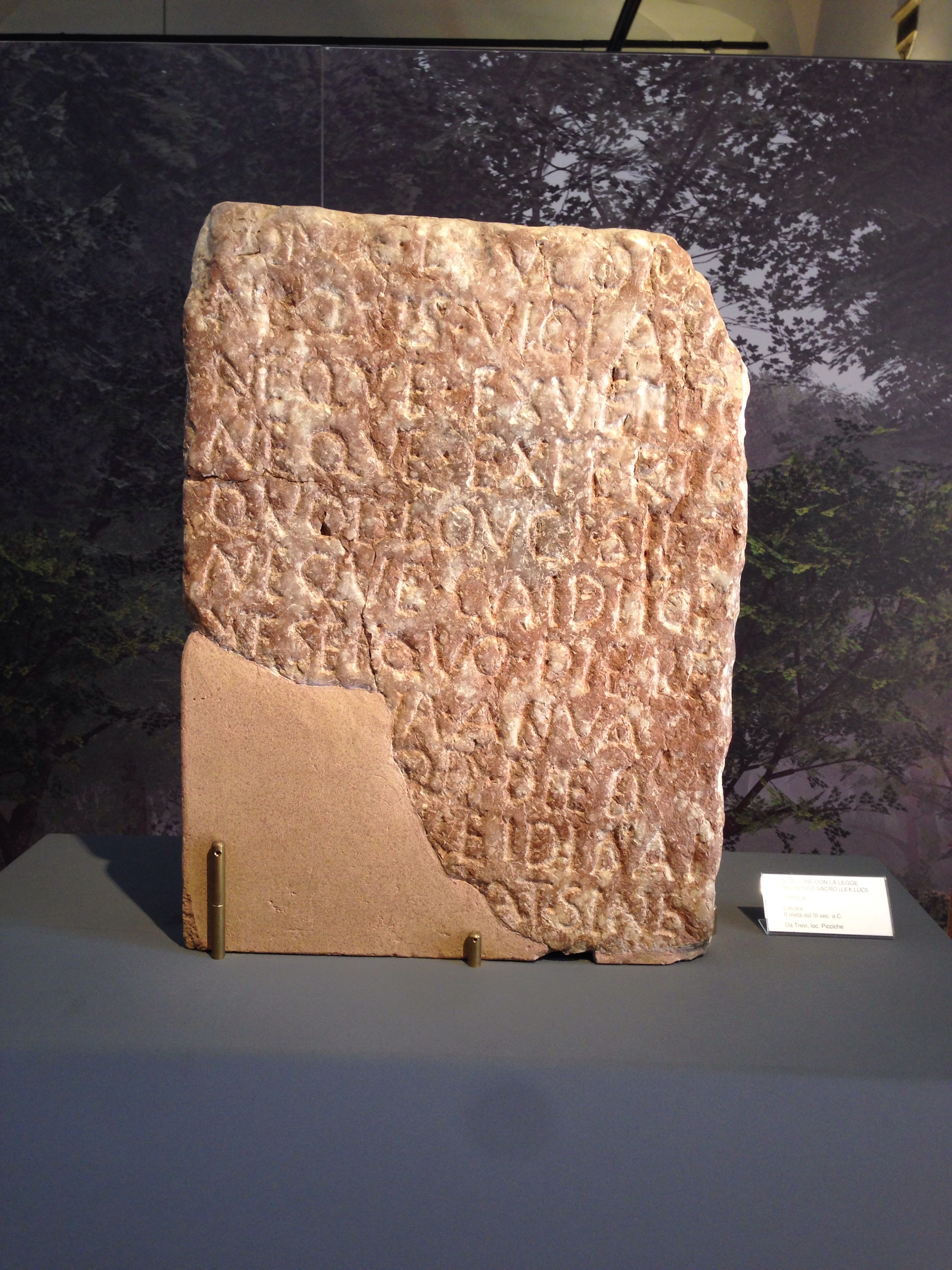
Lex Spoletina, pièce archéologique retrouvée à Picciche

La Lex Spoletina ou encore Lex luci Spoletina est un document épigraphique romain composé de deux inscriptions gravées sur deux pierres calcaires datant du IIIe siècle av. J.-C., l'une découverte en 1876, l'autre en 1913 en Ombrie. Ces inscriptions détaillent le règlement concernant l'utilisation des bois sacrés.
Les pièces archéologiques sont conservées au Musée archéologique national de Spolète.

## La découverte
Les deux pièces ont été découvertes par l'archéologue Giuseppe Sordini ;
- La première, en 1876, était murée dans le mur d'une église du hameau San Quirico de Castel Ritaldi, à environ 13 km de Spolète[1]. Le texte est gravé des deux côtés de la pierre calcaire de silice rouge de forme parallélépipède qui mesure 55,7 × 51 × 23 cm. Certaines lettres se trouvent sur les faces latérales[2].

Le texte latin est le suivant :
« Honce loucum - neque violatod - neque exvehito - neque exferto quod louci siet - neque cedito - nesei quo die res dei anua fiet - eod die quod rei dinai causa fiat sine dolo cedere licetod -sei quis scies violasid dolo malo - iovei bovid piacium datod a .CCC. moltai suntod eius piacli moltai dicatori exsactio estod »
— Ce bois sacré personne ne profane, personne n'emporte sur chariot ou à bras ce qui appartient au bois sacré, ni le coupe en dehors du jour du sacrifice annuel ; ce joui il est permis de le couper sans commettre d'action illégale si seulement le bois est destiné au sacrifice. Se quelqu'un  [contre ces dispositions] le profanera, qu'il fasse pénitence en offrant un bœuf à Jupiter et paye une contravention de 300 as. Le devoir de faire respecter aussi bien la pénitence et que la contravention incombe au dicator (magistrat religieux)
- La seconde pierre, elle aussi rectangulaire, a été retrouvée en 1913 encastrée dans la façade de l'église Santo Stefano in Picciche, près de Trevi[1]. Elle mesure 63 × 48 × 14 cm. Le texte est inscrit sur les deux faces principales et répète à quelques détails près le texte précédent.

Les deux textes et les caractères employés étant similaires, les archéologues considèrent que les deux pierres sont de la même époque.
L'endroit de leur position initiale est inconnu, la distance entre les deux lieux de découverte est inférieure à 5 km.
Depuis le mois d'août 1937, une reproduction des deux pierres se trouve dans le bois de Monteluco.
Les deux inscriptions ont permis d'étudier le latin archaïque, le latin juridique, le latin ombrien et sont employées comme sources de références pour l'étude du droit romain.

## Images

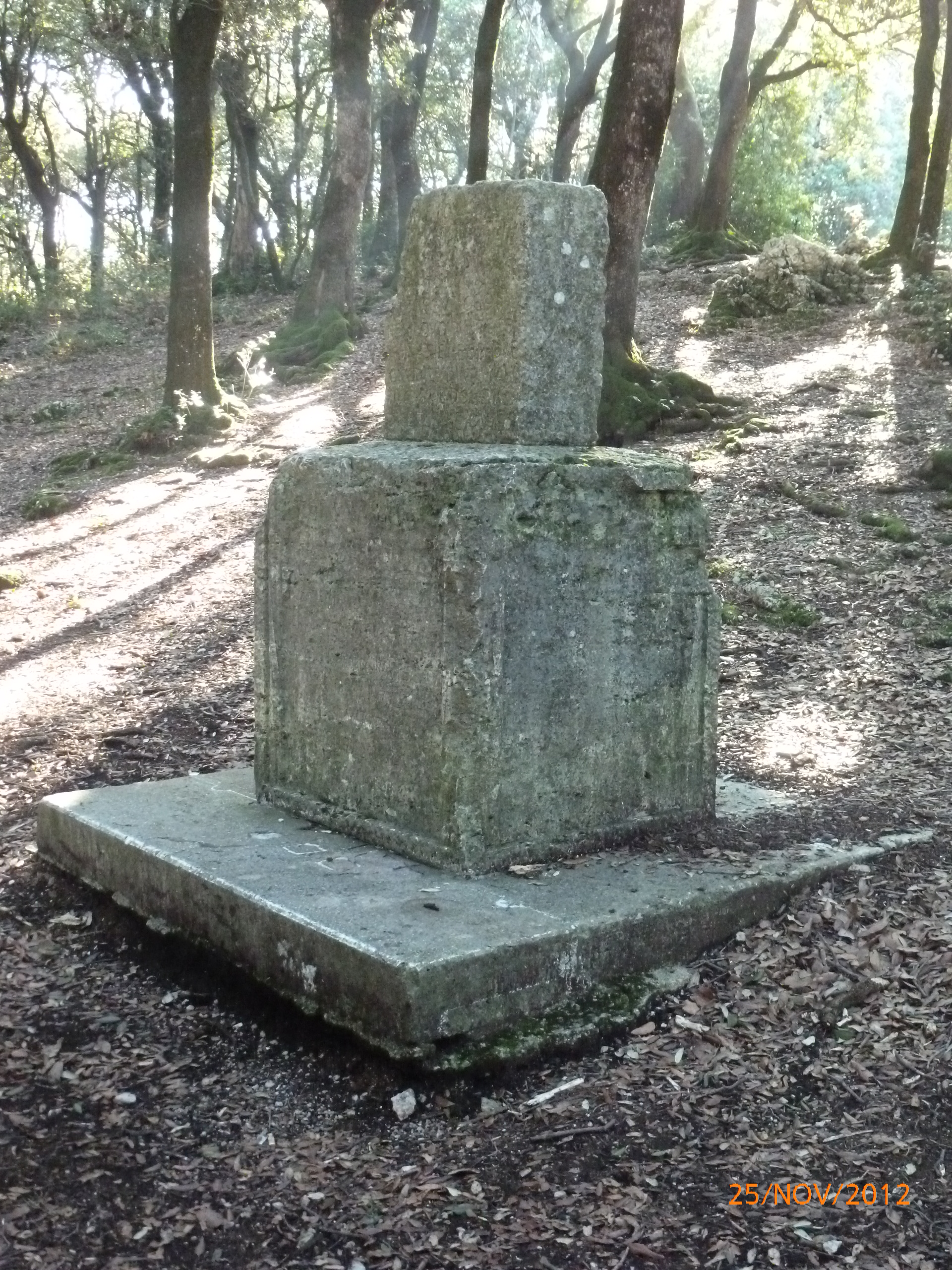
Reproduction de la Lex Spoletina dans le bois sacré de Monteluco.